# Homoneura robusta
Homoneura robusta är en tvåvingeart som beskrevs av Malloch 1929. Homoneura robusta ingår i släktet Homoneura och familjen lövflugor. Inga underarter finns listade i Catalogue of Life.